# Остероде-ам-Гарц
Остероде-ам-Гарц (нім. Osterode am Harz) — місто в Німеччині, розташоване в землі Нижня Саксонія. Входить до складу району Геттінген.
Площа — 102,46 км2. Населення становить 21 316 ос. (станом на 31 грудня 2021).

## Географія

### Адміністративний поділ
Місто  складається з 14 районів:
- Дорсте
- Дюна
- Ферсте
- Фрайгайт
- Каценштайн
- Ласфельде
- Лербах
- Марке
- Нінштедт-ам-Гарц
- Остероде-ам-Гарц
- Петерсгютте
- Ріфенсбек-Камшлакен
- Швігерсгаузен
- Юрде

## Відомі люди
- Отто Верніке (1893 — 1965) — німецький кіноактор, актор озвучування.

## Галерея

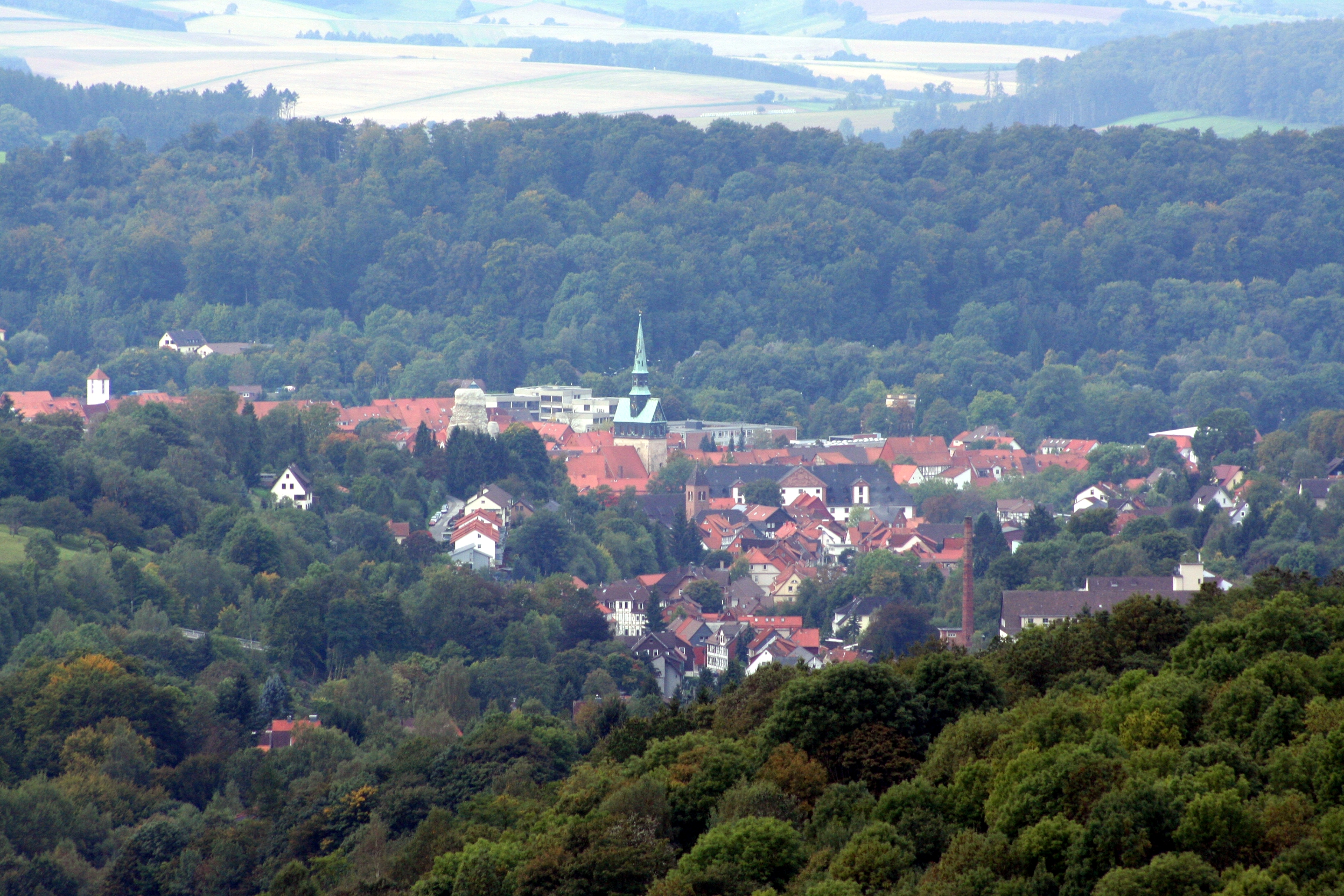
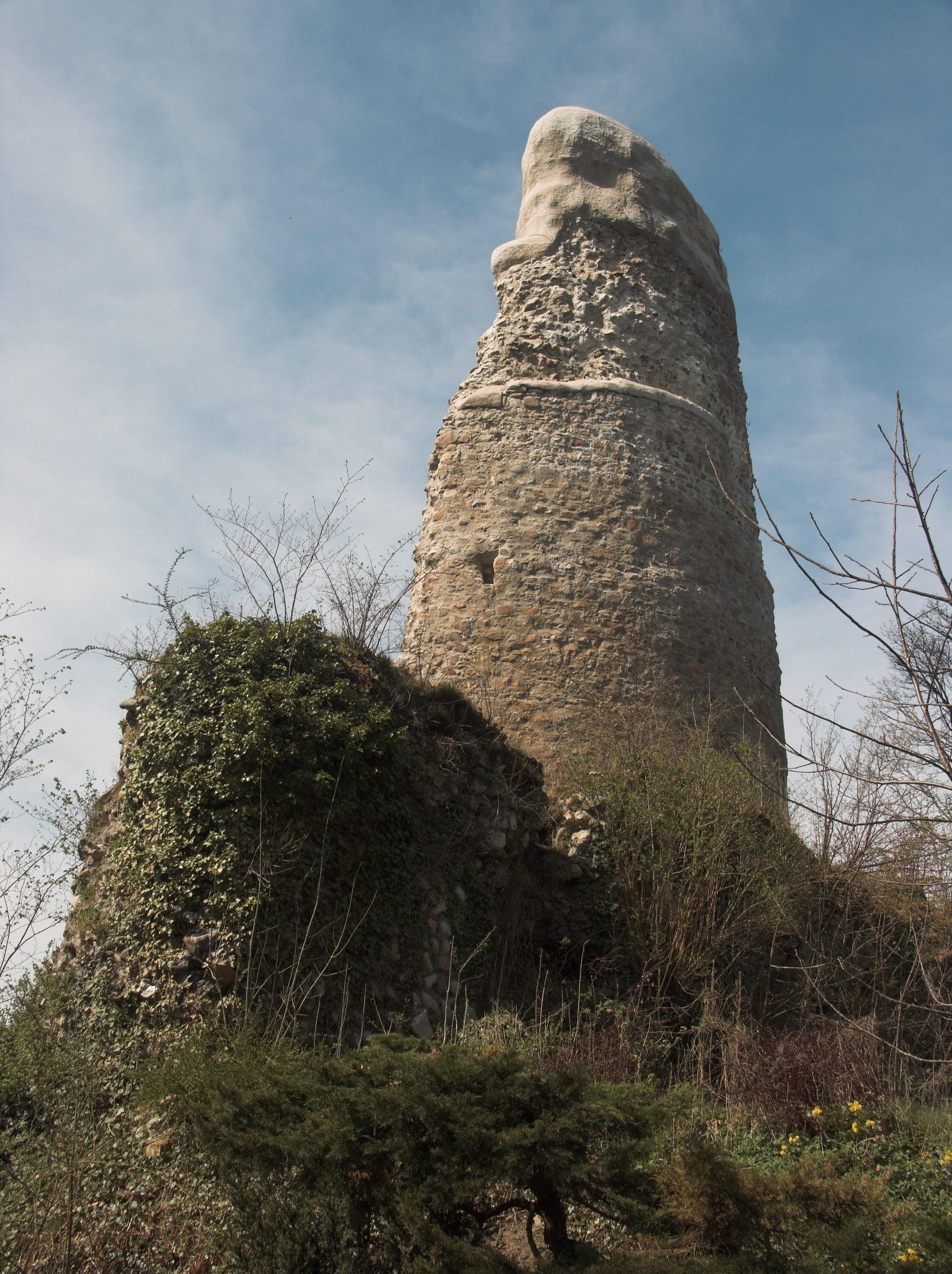
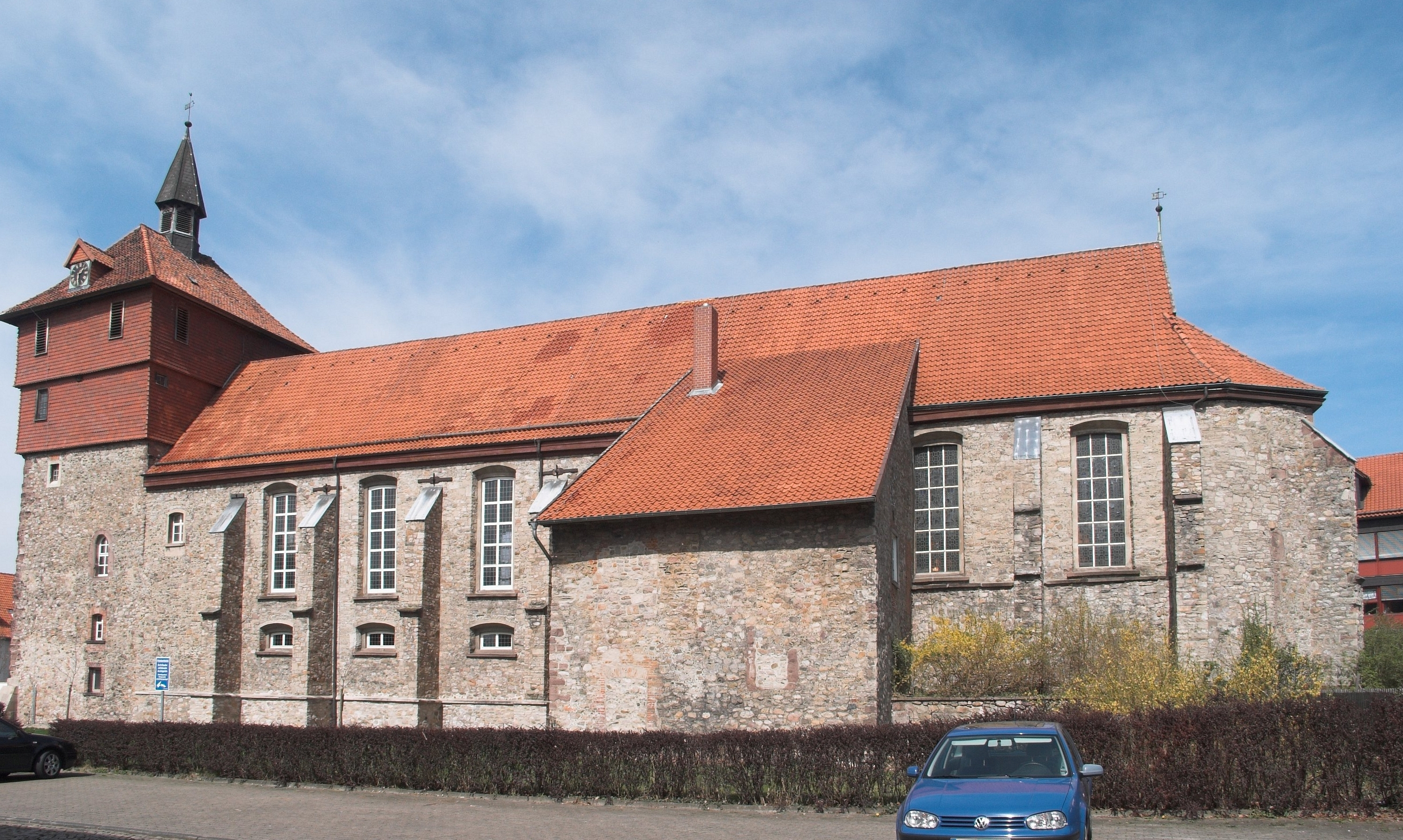
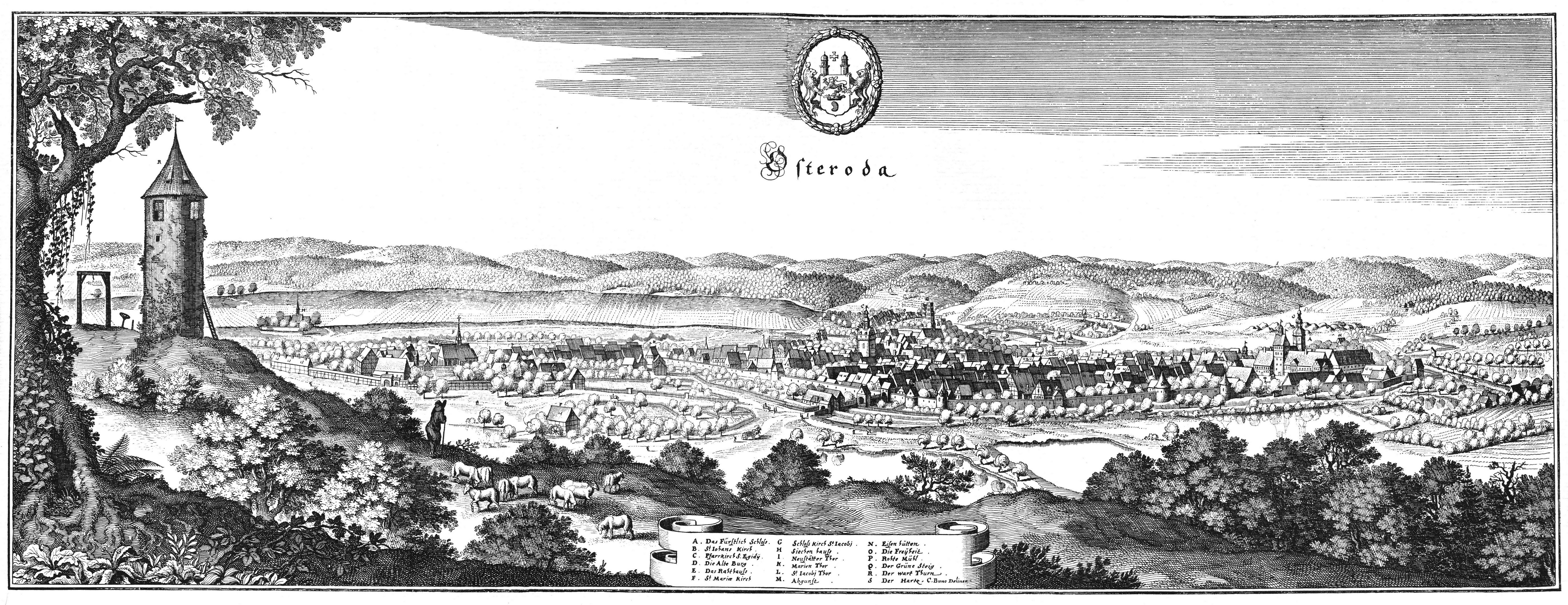
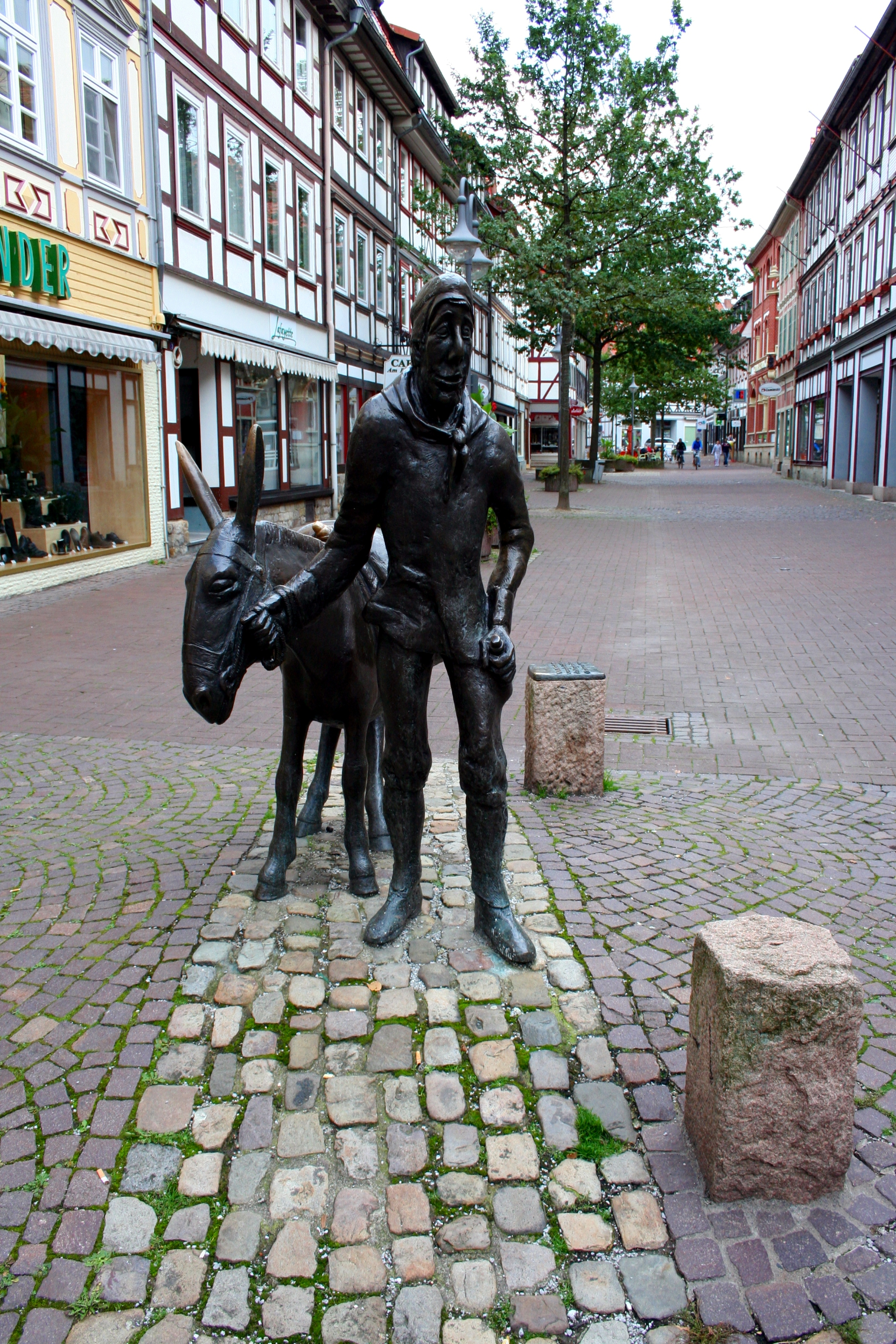
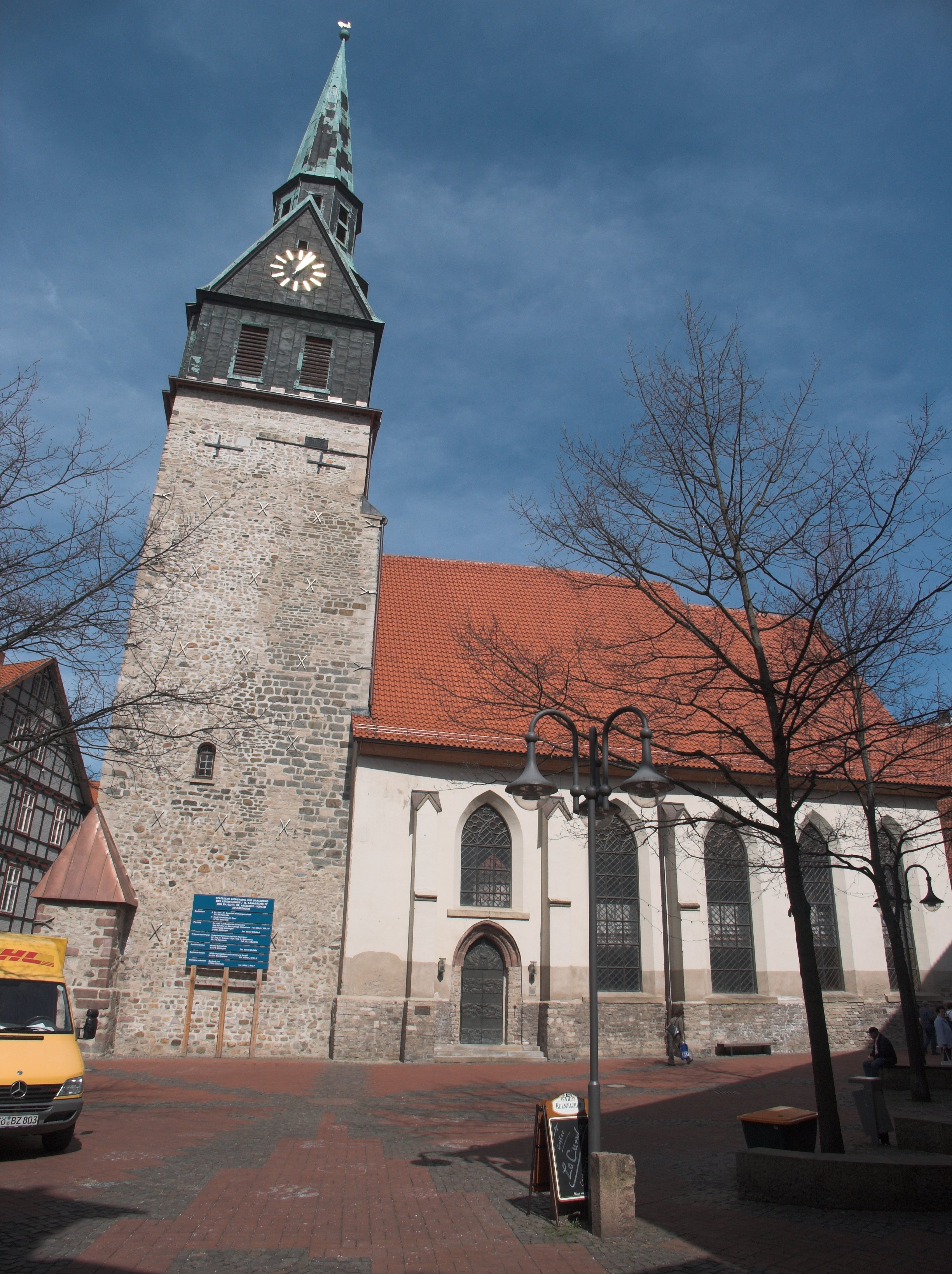